# Gustaf Adolf Klint
Gustaf Adolf Klint, född 3 juni 1774 i Stockholm, död 1822, förmodligen i Frankrike, var en svensk skulptör och hovbildhuggare. 
Han var son till guldsmeden Hindrich Christoffer Klint och Johanna Schaupp och farbror till Johan Henric Klint. Han studerade vid Konstakademien och för Johan Tobias Sergel i Stockholm. Han blev agré vid akademien 1802 och ledamot 1806. Han medverkade i  akademiens utställningar ett flertal gånger mellan 1790 och 1806. Hans konst består av ornamentteckningar, antikkopior i gips och terrakotta, porträttbyster och medaljonger. Har reste 1822 till Frankrike och efter avresan finns det inte längre några uppgifter om honom även om vissa källor anger att han avled 1830. Klint är representerad med ett par arbeten vid Nationalmuseum i Stockholm.